# Walk This Way
「Walk This Way（）」は、日本のヒップホップグループRHYMESTERのメジャー11枚目のシングル。2010年11月10日発売。発売元はキューンレコード。通常盤と初回限定盤の二種リリースで、初回限定盤には「Walk This Way」のPVを収録したDVD付き。

## 収録曲

### CD
1. Walk This Way [3:42]
(作詞：Mummy-D, 宇多丸 / 作曲・編曲：BACHLOGIC)
2. トーキョー・ショック feat. COMA-CHI [3:19]
(作詞：Mummy-D, 宇多丸, COMA-CHI / 作曲・編曲：SKY BEATZ)
3. マルシェ (Live at CLUB CITTA') [3:55]
(作詞・作曲：KICK THE CAN CREW / 編曲：KREVA)
  - 2002年にリリースしたKICK THE CAN CREWの楽曲のカバー。
4. Walk This Way (Instrumental) [3:42]
5. Walk This Way (Acapella) [3:39]

### DVD (初回限定盤のみ)
1. Walk This Way (Music Video)
副音声:宇多丸・Mummy-D・DJ JINによる元祖・生(ビール)コメンタリー